# Wólka Zabłocka (gromada)
Wólka Zabłocka – dawna gromada, czyli najmniejsza jednostka podziału terytorialnego Polskiej Rzeczypospolitej Ludowej w latach 1954–1972.
Gromady, z gromadzkimi radami narodowymi (GRN) jako organami władzy najniższego stopnia na wsi, funkcjonowały od reformy reorganizującej administrację wiejską przeprowadzonej jesienią 1954 do momentu ich zniesienia z dniem 1 stycznia 1973, tym samym wypierając organizację gminną w latach 1954–1972.
Gromadę Wólka Zabłocka z siedzibą GRN w Wólce Zabłockiej utworzono – jako jedną z 8759 gromad na obszarze Polski – w powiecie lubartowskim w woj. lubelskim na mocy uchwały nr 11 WRN w Lublinie z dnia 5 października 1954. W skład jednostki weszły obszary dotychczasowych gromad Wólka Zabłocka, Kaznów wieś, Kaznów kol. i Nowawieś ze zniesionej gminy Serniki w tymże powiecie. Dla gromady ustalono 15 członków gromadzkiej rady narodowej.
1 stycznia 1960 z gromady Wólka Zabłocka wyłączono wieś i kolonię Kaznów, włączając ich obszar do nowo utworzonej gromady Tarło w tymże powiecie, po czym gromadę Wólka Zabłocka zniesiono, włączając jej (pozostały) obszar do gromad Serniki (wieś i kolonię Wólka Zabłocka) i Brzostówka (wieś i kolonię Nowa Wieś) w tymże powiecie.